# 350-е годы до н. э.
350-е (три́ста пятидеся́тые) го́ды до на́шей э́ры по пролептическому юлианскому календарю — промежуток времени с 1 января 359 года до н. э. по 31 декабря 350 года до н. э., включающий с 359 по 351 годы 5-го десятилетия  и 350 год 6-го десятилетия IV века 1-го тысячелетия до н. э. Им предшествовали 360-е годы до н. э., за ними следовали 340-е годы до н. э. Они закончились 2375 лет назад.

## Важнейшие события

### 360 до н. э.
- 360 (Т.Ливий. История… М.,1989-93, т.1, с.331-332) — Консулы Марк Фабий Амбуст (патриций) и Гай Петелий Либон Визол (плебей). Диктатор (№ 25) Квинт Сервилий Агала, начальник конницы Тит Квинкций.
- 360 — Победа над галлами у Коллинских ворот. Двойной триумф Г.Петелия над галлами и тибуртинцами, овация М.Фабия.
- 360/59 — Афинский архонт-эпоним Каллимед.
- 360 — Тах собирает огромное войско (11 тыс. греков и 80 тыс. египтян). Флотом командовал Хабрий, а наёмниками — Агесилай. Тах успешно продвигается по Финикии и Сирии. Мятеж в Египте. Нектанебид, двоюродный брат Таха, провозглашён фараоном. Агесилай с наёмниками перешёл на его сторону. Тах бежит к персам. Сирийский поход прерван.
- 360—341 — Фараон Нектанебид (Нехтгорхеб) II.
- 360 — Против Нектанебида восстал новый претендент. Вопреки уговорам Агесилая Нектанебид отступил в хорошо укреплённую крепость. Враги приступили к осаде. Агесилай вывел из крепости наёмников и разгромил осаждавших. Агесилай отплыл в Спарту, но по дороге умер.
- 360 — Заговор и казнь Дария, сына Артаксеркса.
- 360 — Очередное поражение афинян у Амфиполя.
- 360 — Харидем захватывает часть Херсонеса и передаёт его Котису.
- 360 — Война Афин с Одрисским царством фракийцев.
- 360 — Уходят в изгнание афинские стратеги Тимомах и Феотим, привлечённые к суду за бездеятельность и злоупотребления.
- 360 — Ариобарзан выдан Артаксерксу II своим сыном Митридатом.

### 359 до н. э.
- 359 (Т.Ливий. История… М.,1989-93, т.1, с.332) — Консулы Марк Попилий Ленат (плебей) и Гней Манлий Капитолин Империоз (патриций).
- 359/8 — Афинский архонт-эпоним Эвхарист.
- 359 — По проискам афинян убит царь одрисов Котис I, пытавшийся укрепить царскую власть. Ослабление Одрисского царства.
- 359 — Царь Македонии Пердикка погиб в войне с иллирийцами. Филипп стал регентом при своём малолетнем племяннике Аминте, а вскоре был провозглашён царём.
- Филипп II, отец Александра Великого, избран царём Македонии.
- 359—336 — Царь Македонии Филипп II (ок.382-336).
- 359 — Претендентами на престол Македонии стали родственник Филиппа Павсаний (с помощью фракийцев) и Авгей, нашедший поддержку у афинян. Филипп укрепил армию, склонил Павсания и пеонов к миру, двинулся на афинян и разбил их в сражении у Эгиан. Затем он заключил с афинянами мир, уступив им Амфиполь.
- 359 — Афины потерпели поражение в войне с одрисами. Стратег Кефисодот был наказан штрафом в 5 талантов.
- 359 — Филипп II заключает союз с Афинами, обещая передать им Амфиполь.

Убийство царя Котиса. Харидем поддерживает его сына Керсоблепта и возводит его на престол царства одрисов.
Харидем прибывает в Геллеспонтийскую Фригию, сатрап которой Артабаз был в плену у Автофрадата. Харидем захватывает Скепсис, Кибрен и Илион. Осаждённый вернувшимся Артабазом, Харидем вынужден уйти.
Бунт в войске Датама и его смерть от руки предателя.

### 358 до н. э.
- 358 (Т.Ливий. История… М.,1989-93, т.1, с.332-336) — Консулы Гай Фабий Амбуст (патриций) и Гай Плавтий Прокул (плебей). Диктатор (№ 26) Гай Сульпиций Петик, начальник конницы Марк Валерий. Плебейский трибун Гай Петелий.
- 358 — Победа над галлами. Триумф Г.Сульпиция. Учреждены две трибы: Помптинская и Публилиева (стало 27). Отпразднованы игры.
- 358/7 — Афинский архонт-эпоним Кефисодот.
- Филипп II Македонский успешно воюет против пеонов и иллирийцев.
- 358 — Филипп II разгромил иллирийского царя Бардила и занял пограничную Пеонию. Иллирийцы по миру ушли из всех ранее захваченных македонских городов.
- 358 — Убийство Александра Ферского братьями своей жены Фебы.
- 358 — Борьба Харидема и афинского стратега Хабрия за обладание Херсонесом Фракийским.
- 358 — Ификрат возвращается в Афины.
- 358—338 — Царь Персии Артаксеркс III Ох.

### 357 до н. э.
- 357 (Т.Ливий. История… М.,1989-93, т.1, с.336-337) — Консулы Гай Марций Рутил (плебей) и Гней Манлий Капитолин Империоз (патриций). Плебейские трибуны Марк Дуилий и Луций Менений.
- 357 — В Риме отпущение на волю рабов обложено значительной пошлиной. Процентная ставка ограничена половиной унции. Триумф Г.Марция за победу над привернатами. Г.Лициний Столон приговорён к штрафу.
- 357 — Армия Диона разбила армию Дионисия. Изгнание Дионисия из Сиракуз.
- 357—354 — Тиран Сиракуз Дион.
- 357/6 — Афинский архонт-эпоним Агафокл.
- 357 — Взятие македонянами Амфиполя, принадлежавшего Спарте.
- 357 — Восстание союза Византия, Хиоса, Родоса, Коса и сатрапии Карии. Восстановление их независимости.
- 357—355 — Союзническая война. Распад второго Афинского морского союза.
- 357 — Филипп осадил и взял Амфиполь, повёл войско в Халкидику и взял Пидну, а находившийся там афинский гарнизон отпустил в Афины. Он подарил Пидну Олинфу и занял золотые рудники Пангеи.
- 357 — Филипп вторгся в Фессалию, сверг тиранов Фер Ликофрона и Тисифона и вернул фессалийцам их вольность. Филипп женился на Олимпиаде, дочери Неоптолема II, царя Эпира.
- 357 — Восстание союза Византия, Хиоса, Родоса, Коса и сатрапии Карии. Восстановление их независимости.

### 356 до н. э.
- 356 (Т.Ливий. История… М.,1989-93, т.1, с.337-338) — Консулы Марк Фабий Амбуст (2-й раз) (патриций) и Марк Попилий Ленат (2-й раз) (плебей). Диктатор (№ 27) Гай Марций Рутул, начальник конницы Гай Плавтий (тоже плебей).
- 356 — Первое избрание плебея диктатором. Триумф Г. М. Рутула за победу над этрусками.
- 356/5 — Афинский архонт-эпоним Эльпинес.
- 356 — Филипп захватил Потидею (Халкидика) и Пидну (Термайский залив). Афины присоединяются к союзу Фракии, Пэонии и Иллирии против Филиппа.
- 21 июля — Герострат сжёг храм Артемиды в Эфесе.
- Ок.356 — Царь Иллирии Граб.

- 350-е годы — Усмирение Артаксерксом восстаний в Малой Азии, Сирии, Финикии, Палестине.

### 355 до н. э.
- 355 (Т.Ливий. История… М.,1989-93, т.1, с.338-339) — Интеррексы (последовательно) Квинт Сервилий Агала, Марк Фабий, Гней Манлий, Гай Фабий, Гай Сульпиций, Луций Эмилий, Квинт Сервилий, Марк Фабий Амбуст. Консулы Гай Сульпиций Петик (3-й раз) и Марк Валерий Публикола (два патриция).
- 355/4 — Афинский архонт-эпоним Каллистрат.
- 355—346 — Священная война греков и македонян против фокейцев.
- 355 — Амфиктиония (союз городов) объявляет священную войну фокейцам. Победы фокейцев. Спарта поддерживает Фокею.
- 355 — Разграбление дельфийской сокровищницы фокейцами.
- 355 — Филипп захватил Крениды во Фракии и переименовал город в Филиппы.
- 355 — Демосфен (384—322), «Против Лептина».

### 354 до н. э.
- 354 (Т.Ливий. История… М.,1989-93, т.1, с.339) — Консулы Марк Фабий Амбуст (3-й раз) и Тит Квинкций Капитолин Криспин (два патриция). (Т.Ливий: в некоторых летописях назван вместо Т.Квинкция плебей Марк Попилий).
- 354 — Триумф за победу над тибуртинцами.
- Ок.354 — В Риме постановлено, что в состав сената обязательно входят бывшие консулы, цензоры, преторы и курульные эдилы, и лишь такие сенаторы могут вносить и обсуждать предложения. Остальные же сенаторы, назначаемые цензорами и консулами, могли участвовать только в голосовании.
- 354 — Тиран Сиракуз Дион убит своими наёмниками.
- 354/3 — Афинский архонт-эпоним Диотим.
- 354 — Филипп осадил Метону. Стрела пронзила ему правый глаз. Взятие Метоны. Заключение мира со врагами. Взятие Паг.

- 354 — «Ареопагитик» Исократа.

### 353 до н. э.
- 353 (Т.Ливий. История… М.,1989-93, т.1, с.339-341) — Консулы Гай Сульпиций Петик (4-й раз) и Марк Валерий Публикола (2-й раз) (два патриция). Диктатор (№ 28) Тит Манлий Империоз Торкват, начальник конницы Авл Корнелий Косс.
- 353/2 — Афинский архонт-эпоним Тудем.
- 353 — Амфиктионы просят о помощи Филиппа. После нескольких неудач македоняне и фессалийцы разбили фокейцев во главе с Ономархом в Фессалии. Ономарх повешен, а все пленные потоплены в море как святотатцы.
- 353 — Строительство оборонительных сооружений в царстве Цинь на восточной границе с царством Вэй.

### 352 до н. э.
- 352 (Т.Ливий. История… М.,1989-93, т.1, с.341) — 11 интеррексов, последний — Луций Корнелий Сципион. Консулы Публий Валерий Публикола (патриций) и Гай Марций Рутул (плебей). Менсарии («стольщики») Гай Дуилий, Публий Деций Мус, Марк Папирий, Квинт Публилий и Тит Эмилий. Диктатор (№ 29) Гай Юлий Юл, начальник конницы Луций Эмилий.
- 352/1 — Афинский архонт-эпоним Аристодем.
- 352 — Филипп пытается пройти через Фермопилы, но ему преграждает путь армия афинян.

### 351 до н. э.
- 351 — В Древнем Риме[1]:
  - Перемирие между Латинским союзом во главе с Римом и этрусками на 400 месяцев. Римляне заняли значительную часть Южной Этрурии с города Капена, Фалерия, Тарквиния, Цере.
  - Первое избрание плебея цензором.
  - Интеррексы Гай Сульпиций и Марк Фабий.
  - Консулы Гай Сульпиций Петик и Тит Квинкций Пен Капитолин Криспин (два патриция) (варианты Т.Ливия: Гай/Цезон Квинкций).
  - Цензоры Гней Манлий (патриций) и Гай Марций Рутул (плебей).
  - Диктатор (№ 30) Марк Фабий Амбуст, начальник конницы Квинт Сервилий.
- 351 — В Древней Греции
  - Афинский архонт-эпоним Теэлл.
  - Первая речь афинского оратора Демосфена (384—322) против Филиппа («филиппика») («Против Филиппа I»).